# Schwedische EU-Ratspräsidentschaft 2009

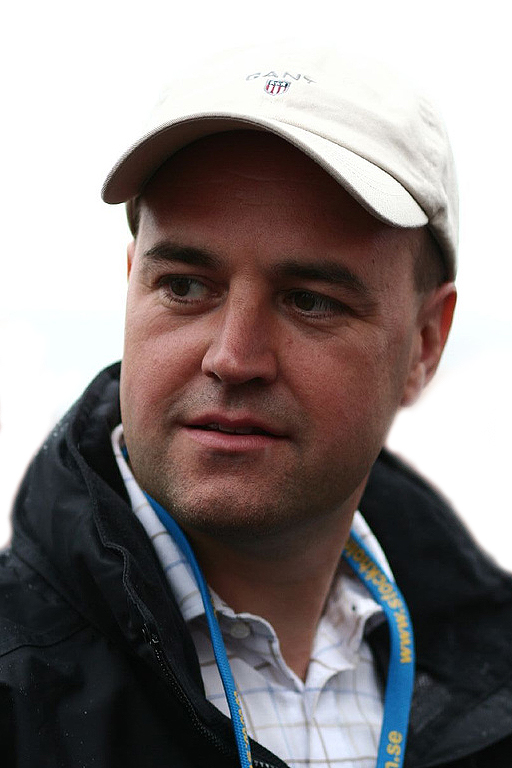
Vorsitzender des Europäischen Rates Fredrik Reinfeldt

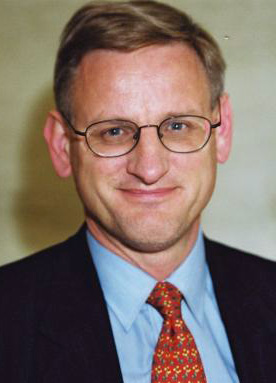
Ratspräsident Carl Bildt

Die schwedische EU-Ratspräsidentschaft in der zweiten Jahreshälfte 2009 bezeichnet den Vorsitz Schwedens im Rat der Europäischen Union und im Europäischen Rat. Turnusgemäß übernahm der schwedische Premierminister Fredrik Reinfeldt am 1. Juli 2009 den Vorsitz des Europäischen Rates, der schwedische Außenminister Carl Bildt übernahm das Amt des Präsidenten des Rats der Europäischen Union. Mit Schweden endete die zweite Dreier-Präsidentschaft, die auch die vorangegangene französische und tschechische EU-Ratspräsidentschaft umfasst hatte. Ab 1. Januar 2010 übernahm Spanien die Ratspräsidentschaft.
Da während der schwedischen Ratspräsidentschaft der Vertrag von Lissabon in Kraft trat, war Reinfeldt der letzte Regierungschef, der den Vorsitz im Europäischen Rat innehatte. Ab 1. Dezember 2009 ging dieser an den neu ernannten hauptamtlichen Ratspräsidenten Herman Van Rompuy über, dessen Amt durch den Vertrag neu geschaffen worden war. Der Gipfel des Europäischen Rates am 10./11. Dezember 2009 wurde allerdings noch von Reinfeldt geleitet, Van Rompuy nahm lediglich daran teil.

## Themen
Zu den Themen, mit denen die Europäische Union während der schwedischen Ratspräsidentschaft konfrontiert war, zählte insbesondere die Ratifizierung des Vertrags von Lissabon, der das politische System der EU reformieren soll. Nachdem der Vertrag 2008 in einem Referendum in Irland abgelehnt worden war, fand im Oktober 2009 eine neue Volksabstimmung in diesem Land statt, die mit einer Zustimmung zum Vertrag endete. Außerdem arbeiteten der deutsche Bundestag und Bundesrat nach dem Urteil des Bundesverfassungsgerichts vom 30. Juni 2009 ein neues Begleitgesetz zum Vertrag aus, sodass auch Deutschland den Vertrag ratifizieren konnte. Nach dem irischen Referendum unterzeichnete auch der polnische Staatspräsident Lech Kaczyński die Ratifikationsurkunde seines Landes. Letztes Hindernis auf dem Weg zur Ratifizierung war damit die Unterschrift des tschechischen Staatspräsidenten, Václav Klaus. Dieser hatte in einem Telefonat mit Reinfeldt als Bedingung gestellt, dass in einer „Fußnote“ zum Vertrag ausgeschlossen werde, dass die EU-Grundrechtecharta als Ansatzpunkt zu einer Aufhebung der Beneš-Dekrete gebraucht werden könne. Reinfeldt kritisierte diese Nachforderungen zunächst, auf dem Herbsttreffen des Europäischen Rates am 29./30. Oktober 2009 kam es jedoch zu einer Einigung darüber. Anfang November ratifizierte daraufhin auch Tschechien den Vertrag, sodass er am 1. Dezember in Kraft treten konnte.
Ein weiteres Thema der schwedischen Ratspräsidentschaft war die Ernennung der neuen Europäischen Kommission, nachdem das Mandat der Kommission Barroso I im November 2009 auslief. Zwar hatte bereits der Europäische Rat Mitte Juni 2009 seine Unterstützung für eine zweite Amtszeit des Kommissionspräsidenten José Manuel Barroso ausgesprochen, diese stieß jedoch im Europäischen Parlament auf Widerstand, wo die Fraktionen der Sozialdemokraten und der Grünen sich gegen Barroso ausgesprochen hatten. Am 16. September 2009 wurde Barroso mit 382 von 718 gültigen Stimmen für eine zweite Amtszeit wiedergewählt.
Nach Inkrafttreten des Vertrags von Lissabon wurden auch die mit dem Vertrag neu geschaffenen Ämter (insbesondere das des dauerhaften Präsidenten des Europäischen Rates und des neuen Hohen Vertreters für Außen- und Sicherheitspolitik) besetzt. Auf dem Herbstgipfel des Europäischen Rates wurde hierüber nur inoffiziell diskutiert und ein zusätzlicher Gipfel am 19. November anberaumt. Aufgrund seiner als erfolgreich angesehenen Verhandlungsführung über die Ratifikation des Vertrags von Lissabon war kurzzeitig auch Reinfeldt selbst im Gespräch für das neue Amt des Ratspräsidenten; er lehnte dies jedoch mit Hinweis auf sein Amt in Schweden ab. Nominiert wurden schließlich der Belgier Herman Van Rompuy als Ratspräsident und die Britin Catherine Ashton als Hohe Vertreterin. Kurz darauf wurden auch die übrigen Mitglieder der Kommission Barroso II nominiert, deren Bestätigung durch das Europäische Parlament jedoch erst für Anfang 2010 geplant war.
Im Dezember 2009 fand schließlich auch die UN-Klimakonferenz in Kopenhagen statt, bei der ein Nachfolgeabkommen für das Kyoto-Protokoll beschlossen werden sollte. Die Europäische Union versuchte bei den Verhandlungen dieser Konferenz eine führende Rolle zu spielen. Thema des Herbstgipfels war deshalb auch die gemeinsame Position der EU in Kopenhagen, insbesondere die Finanzierung der EU-Klimapolitik und der Unterstützung, die Entwicklungsländern für besseren Klimaschutz angeboten werden soll. Obwohl hier ein Minimalkompromiss erreicht wurde, blieb der Gipfel hinter den Erwartungen zurück, da vor allem osteuropäische Staaten fürchteten, von der Finanzierungslast überfordert zu werden. Auch bei der Konferenz selbst spielte die EU keine zentrale Rolle: Das Abschlussdokument – der Copenhagen Accord – basierte im Wesentlichen auf einer Einigung zwischen den Vereinigten Staaten, China und einigen Schwellenländern und enthielt, anders als von der EU gefordert, kein rechtlich verbindliches Abkommen. Sowohl Fredrik Reinfeldt als auch José Manuel Barroso und andere europäische Politiker kritisierten die Ergebnisse der Konferenz deshalb als unzureichend.